# Лайсанский погоныш
Лайсанский погоныш (лат. Zapornia palmeri) — вид вымерших нелетающих птиц из семейства пастушковых. Видовой эпитет дан в честь Генри Палмера, который собирал коллекцию на Гавайских островах для Уолтера Ротшильда.

## Описание

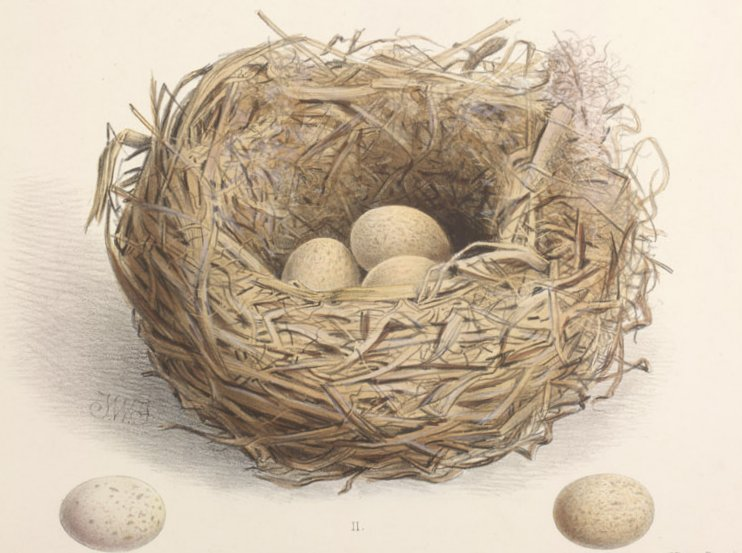
Гнездо с кладкой

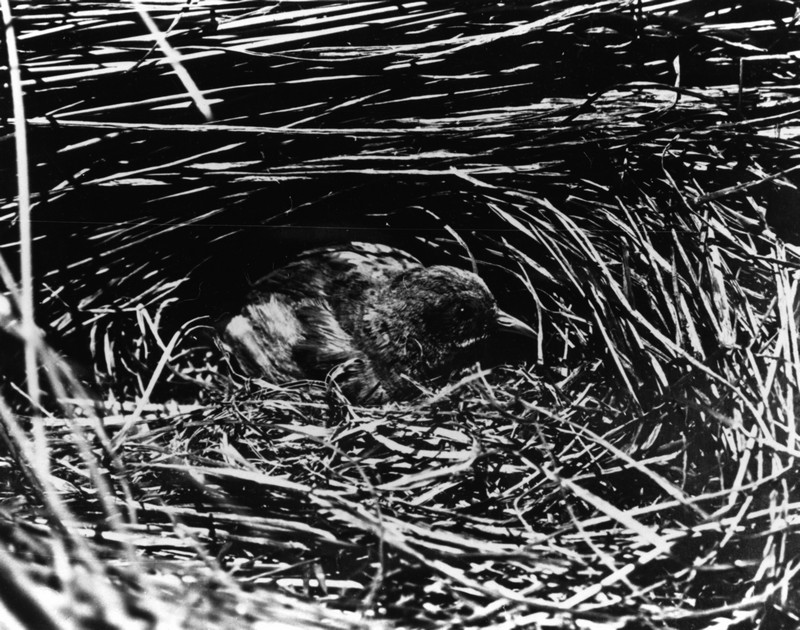
Птица в гнезде

Лайсанский погоныш был длиной 15 см, имел очень маленькие, закруглённые крылья. В то время как у летающих пастушковых чаще 11 первостепенных маховых перьев, у лайсанского погоныша их всего 8, причём восьмое перо такой же длины, что и первое.

## Распространение
Лайсанский погоныш первоначально обитал на острове Лайсан, входящем в группу Подветренных Гавайских островов. Затем некоторое количество птиц выпустили на острова Лисянского, Мидуэй и Сэнд.

## Образ жизни
Лайсанский погоныш питался преимущественно насекомыми и яйцами птиц, а также падалью, реже травянистыми растениями и семенами. Насекомых они часто ловили клювом в воздухе.
Они были очень подвижны и часто прыгали на стол, чтобы найти там куски мяса. Из своих нор, расположенных на глубине до 1,50 м, они больше не выходили. Лайсанский погоныш был очень любопытным и не боялся людей. У него не было серьёзных естественных врагов на острове. Палмер писал, что он ловил их, расставив на земле сеть. Птицы сразу прибегали и смотрели, что это такое. Ещё более странно, что погоныш вернулся к своему гнезду, в то время как фотограф находился на расстоянии 60 см, устанавливая свой фотоаппарат, чтобы сфотографировать гнездо. Фотограф дважды вынимал птицу из гнезда, но она снова почти сразу возвращалась назад в гнездо.

## Размножение
Чашеобразное гнездо птицы строили под травянистым укрытием или в кустарнике, в крайнем случае сами маскировали своё гнездо. Доступ к гнезду был непрямой, очевидно, чтобы защитить тем самым от разорителей. Яйца были длиной 3,1 см и шириной 2,1 см. Высиживание происходило с мая по июнь. В кладке было в среднем 3 яйца.
Птенцы чёрного цвета с жёлтым клювом появлялись на свет в июне. Они быстро учились снабжать себя самих кормом и могли бегать в течение 5 дней так же проворно как родители. В популяции острова Мидуэй птенцы вылуплялись в марте, их развитие протекало там раньше на 3 месяца.

## Вымирание
Первыми птиц обнаружила команда корабля «Moller», посетившая остров в 1828 году. Птицы довольно часто встречались на Лайсане в 1891 году, их популяция составляла примерно 2000 особей. Несколько экземпляров были пойманы Ротшильдом. В 1892 году вид получил своё название.
Первоначально ареал вида был ограничен островом Лайсан площадью примерно 5 км². В начале XX века птиц успешно поселили на островах Мидуэй.
Следующие 30 лет лайсанский погоныш жил на Лайсане, хотя в это время здесь на протяжении 15 лет добывали гуано. Выпуск на волю рабочими кроликов привёл к тому, что почти вся растительность острова была съедена и уничтожена. Это привело к исчезновению трёх наземных видов птиц: подвид гавайской камышовки (Acrocephalus familiaris familiaris), подвид огненной гавайской цветочницы (Himathione sanguinea freethii) и лайсанского погоныша. В 1923 году бо́льшая часть кроликов была уничтожена, остальная часть вымерла по естественным причинам.
Предпринятая в том же самом году реинтродукция птиц с островов Мидуэй не увенчалась успехом. Из-за крыс и уничтожения кустарника вид вымер также на островах Мидуэй.

## Происхождение
Ближайший родственный вид — это погоныш-крошка (Porzana pusilla).
Лайсанский погоныш потерял способность летать вероятно менее чем 125 000 лет назад.